# چرول
چرول (به انگلیسی: Cherwell District) یک منطقهٔ مسکونی در بریتانیا است که در آکسفوردشر واقع شده‌است. این ناحیه اسمش را از رودخانه چرول گرفته است.